# هیدالگو ۹۴۴

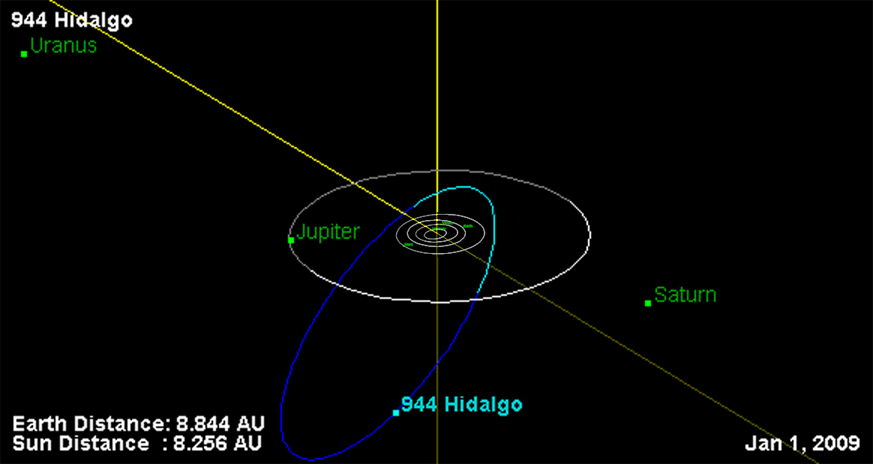
نمایی از محل قرارگیری سیارک هیدالگو ۹۴۴ در مدار – ۲۰۰۹

سیارک ۹۴۴ (به انگلیسی: 944 Hidalgo، نامگذاری:1920HZ) نهصد و چهل و چهارمین سیارک کشف شده‌است که در ۳۱ اکتبر ۱۹۲۰ کشف شد.
قدر مطلق سیارک برابر ۱۰٫۷۷ است.